# Бацека Анатолій Лукич
Анатолій Лукич Бацека (нар. 4 вересня 1936) — радянський футболіст, захисник.

## Життєпис
Вихованець групи підготовки олександрійського «Шахтаря». У 1961 році був переведений до першої команди «гірників», яка на той час виступала в аматорських змаганнях. Наступного року разом з «Шахтарем» дебютував у змаганнях команд майстрів, у Класі Б. У команді виступав до 1967 року. За цей час у чемпіонаті СРСР зіграв понад 70 матчів, ще 9 поєдинків відіграв у кубку СРСР.